# هاليلويا (فلم)
هاليلويا هو فيلم فيلم أبيض وأسود موسيقي أمريكي صدر عام 1929 من إخراج كينج فيدور وبطولة دانييل لويس هاينز ونينا ماي ماكيني. تم تصوير الفيلم في تينيسي وأركنساس، ويروي قصة المزارع زيك جونسون الذي يقرر أن يصبح واعظًا بعد أن قتل رجلاً عن طريق الخطأ وعلاقته مع تشيك المغرية، يعتبر فيلم أحد أول الأفلام التي تم إنتاجها بطاقم من الممثلين الأمريكيين الأفارقة بالكامل. (على الرغم من الترويج له كثيرًا باعتباره أول فيلم موسيقي في هوليوود بطاقم من الممثلين السود بالكامل، إلا أن هذا التميز ينتمي بشكل أكثر ملاءمة إلى فيلم قلوب في ديكسي، الذي تم عرضه لأول مرة قبل عدة أشهر).
اعتبرته شركة مترو جولدوين ماير الفيلم مشروعًا محفوفًا بالمخاطر، أعرب فيدور عن اهتمامه "بإظهار الزنجي الجنوبي كما هو" وحاول تقديم وجهة نظر غير نمطية نسبيًا للحياة الأمريكية الأفريقية. يعتبر أول فيلم صوتي لكينج فيدور، وجمع بين التسجيل الصوتي في الموقع والتسجيل الصوتي بعد الإنتاج في هوليوود. تم ترشيح كينج فيدور لجائزة أوسكار أفضل مخرج عن الفيلم.
تم اختيار فيلم للحفظ في السجل الوطني للأفلام بالولايات المتحدة من قبل مكتبة الكونجرس باعتباره "فيلمًا ذا أهمية ثقافية أو تاريخية أو جمالية" عام 2008. عُرض الفيلم في مهرجان برلين السينمائي الدولي السبعين عام 2020، كجزء من عرض تذكيري مخصص لمسيرة كينج فيدور المهنية.

## طاقم التمثيل
- دانيال إل هاينز بدور زيكي
- نينا ماي ماكيني بدور تشيك
- ويليام فونتين بدور هوت شوت
- هاري جراي بدور بارسون
- فاني بيل ديكنيت بدور مامي
- إيفيريت ماكجاريتي بدور سبونك
- فيكتوريا سبيفي بدور ميسي روز
- ميلتون ديكرسون
- روبرت كوتش
- والتر تايت بدور جونسون كيدز
- "و" ديكسي جوبيلي سينجرز

## روابط خارجية
- هاليلويا على فهرس معهد الفيلم الأمريكي
- هاليلويا  في قاعدة بيانات الأفلام على الإنترنت (بالإنجليزية)
- Classic Black Films Stand as History, Art from الإذاعة الوطنية العامة's All Things Considered, first broadcast January 13, 2006.
- هاليلويا (فلم) في قاعدة بيانات تيرنر كلاسيك موفيز للأفلام.
- "King Vidor's Hallelujah" at the متحف الفن الحديث (نيويورك)